# Sanxing (socken i Kina, lat 31,70, long 106,74)
Sanxing (kinesiska: 三星乡, 三星) är en socken i Kina. Den ligger i provinsen Sichuan, i den sydvästra delen av landet, omkring 280 kilometer nordost om provinshuvudstaden Chengdu. Antalet invånare är 10 065. Befolkningen består av 4 758 kvinnor och 5 307 män. Barn under 15 år utgör 19,0 %, vuxna 15-64 år 68 %, och äldre över 65 år 12,0 %.
Genomsnittlig årsnederbörd är 1 503 millimeter. Den regnigaste månaden är juli, med i genomsnitt 297 mm nederbörd, och den torraste är december, med 7 mm nederbörd.